# Aeroportul Shennongjia
Aeroportul Shennongjia (IATA: HPG, ICAO: ZHSN) este un aeroport din Hubei, Republica Populară Chineză ce deservește zona districtul forestier Shennongjia⁠(d). Aeroportul a fost tranzitat în 2022 de 7.404 pasageri. A fost deschis în 8 mai 2014 și numit după zona deservită.
Situat la o altitudine de 2.580 m, aeroportul dispune de o singură pistă.